# Vladímir Kolpakchi
Vladímir Yákovlevich Kolpakchi (en ruso: Влади́мир Я́ковлевич Колпакчи́; en ucraniano: Колпакчи Володимир Якович; Kiev, Imperio ruso, 26 de agostojul./ 7 de septiembre de 1899greg. – Moscú, Unión Soviética, 17 de mayo de 1961) fue un general soviético que combatió en las filas del Ejército Rojo durante la Segunda Guerra Mundial. Por su destacada actuación en la exitosa ofensiva del Vístula-Óder se le concedió el título de Héroe de la Unión Soviética el 6 de abril de 1945.
Fue el primer comandante del 62.º Ejército soviético, y ocupó el cargo entre julio y agosto. También lideró el 30.º Ejército entre noviembre de 1942 y abril de 1943, participando en las batallas de Rjev de 1943, y el 69.º Ejército desde abril de 1944 hasta mayo de 1945, con este ejército participó en la ofensiva de Lublin-Brest, la ofensiva del Vístula-Óder y por último en la batalla de Berlín. Después de la guerra, dirigió el Distrito Militar de Bakú, el 1.er Ejército Bandera Roja y el Distrito Militar del Norte antes de morir, en un accidente de helicóptero, el 17 de mayo de 1961.

## Biografía

### Infancia y juventud
Vladímir Kolpakchi nació el 7 de septiembre de 1899 en Kiev en la gobernación de Kiev —entonces parte del Imperio ruso, actualmente situada en Ucrania—, en el seno de una familia trabajadora de origen ruso. Después de graduarse en el 9.º Gymnasium de Petrogrado, ingresó en la facultad de derecho de la Universidad de Kiev.
En el otoño de 1916 fue llamado a filas en el Ejército Imperial Ruso y se alistó en el equipo de entrenamiento en la sede del 43.º Cuerpo de Ejército. Después de graduarse, se inscribió en el equipo de comandante ecuestre en el 12 º Cuerpo de Ejército del 12 º Ejército, donde participó en diversas  batallas en el Frente Norte, como suboficial menor. Durante la Revolución de febrero de 1917, estuvo de baja por enfermedad, aunque posteriormente participó en eventos revolucionarios como parte de un destacamento en el Comisariado de Petrogrado. Se alistó en la Guardia Roja en 1917 y durante la Revolución de Octubre, participó en la toma del Palacio de Invierno.
En marzo de 1918 se alistó voluntario en el Ejército Rojo, donde combatió durante la guerra civil rusa. Sirvió en el 1.er Cuerpo del Ejército Rojo de Petrogrado como comandante de compañía y batallón. En julio de 1918, fue nombrado comandante de batallón en el 47.° Regimiento de Fusileros de la 6.° División de Fusileros, al frente de la cual participó en la defensa de Petrogrado de las tropas de los generales Aleksandr Rodzianko y Nikolái Yudénich. En junio de 1919, se graduó de los cursos de comando e instructor del Distrito Militar de Petrogrado y después de su graduación fue nombrado comandante del Batallón Comunista de Propósito Especial Independiente, con quien partió hacia el Frente Sur. En febrero de 1920, fue ascendido a subjefe de la retaguardia de la región y del 14.º Ejército, durante esta época participó en numerosos batallas contra las bandas antibolcheviques de Yuri Tiutiunnyk cerca de Odesa. Desde septiembre de 1920, fue comandante de Pskov. Después del levantamiento de Kronstadt a principios de 1921, fue nombrado comandante del Grupo de Fuerzas del Sur del 7.º Ejército, en este puesto participó en el asalto a Kronstadt, donde resultó herido.

### Periodo de entreguerras
En abril de 1921, fue nombrado comisario asistente de la 11.ª División de Fusileros, luego fue transferido a la sede de la región fortificada de Petrogrado: primero como comandante asistente, luego como comandante y finalmente como comandante de un grupo blindado. En septiembre de 1922, fue nombrado asistente del comisario militar, y desde julio, comisario militar de la región fortificada de Petrogrado. En octubre de 1923, fue enviado al Asia Central, como comisario militar de la 3.ª División de Fusileros de Turquestán, en este puesto combatió contra los Basmachí en el frente de Turquestán (Bujará Oriental). Después, en agosto de 1924, fue asistente del comisario militar de la 17.ª División de Nizhni Nóvgorod.
Después de graduarse en 1928 en la Academia Militar Frunze fue nombrado comandante y comisario del 110.º Regimiento de Infantería de la 37.ª División de Fusileros del Distrito Militar de Bielorrusia (BVO). En abril de 1931, jefe de Estado Mayor de la 2.ª División de Fusileros, desde abril de 1933, comandante y comisario de la 8.ª División de Fusileros de Minsk en Dzerzhinsk. En julio de 1936 fue nombrado jefe de Estado Mayor Adjunto del distrito.
Entre agosto de 1937 y febrero de 1938, participó, como asesor militar en la guerra civil española, luchó del lado de las tropas republicanas cerca de Madrid y Valencia. A su regreso a la URSS en marzo de 1938, fue nombrado comandante del 12.º Cuerpo de Fusileros. Desde diciembre de 1940, se desempeñó como jefe de Estado Mayor del Distrito Militar de Járkov (HVO).

### Segunda Guerra Mundial
Al comienzo de la operación Barbarroja, la invasión alemana de la Unión Soviética, fue nombrado jefe de Estado Mayor del 18.º Ejército formado sobre la base de las tropas del Distrito Militar de Járkov. El ejército fue trasladado al Frente Sur y participó en las batallas fronterizas en Moldavia y en la operación defensiva Tiráspol-Melitópol. Cuando en octubre de 1941 el ejército fue rodeado y el comandante murió en combate, Kolpakchi asumió el mando de las tropas rodeadas y se retiró junto con el cuartel general y algunas unidades del cerco. Después fue nombrado comandante del ejército y, hasta noviembre de 1941, participó en la defensa del Dombás.
El 24 de diciembre de 1941, fue asignado como jefe de Estado Mayor al Frente de Briansk, en enero de 1942, fue nombrado comandante adjunto del frente para formaciones y, al mismo tiempo, comandante del Grupo Operativo del Frente de Briansk, que constaba de cuatro divisiones, con estas tropas participó en la batalla de Moscú. En febrero de 1942, fue asignado como subcomandante al 4.º Ejército de Choque y al mismo tiempo asumió el mando de las tropas soviéticas estacionadas en Vélizh, en marzo se encargó del mando de las tropas que defendían el área de la ciudad de Bely. En mayo de 1942, asumió el mando del 7.º Ejército de Reserva y en junio fue nombrado comandante del 62.º Ejército del Frente del Suroeste, con este último ejército participó en las fases iniciales de la batalla de Stalingrado, pero los alemanes rompieron las líneas de defensa de sus tropas, por lo que fue destituido y enviado a la reserva.
En noviembre de 1942, asumió el mando del 30.º Ejército del Frente Occidental, con el que participó en la operación Marte, en diciembre de 1942, y en la operación ofensiva Rzhev-Vyazemsky, en marzo de 1943. En abril de 1943, por la sobresaliente actuación de las tropas bajo su mando, al ejército se le concedió el título honorífico de Guardias y fue renombrado como el 10.º Ejército de Guardias. En mayo, el teniente general  Kolpakchi fue nombrado comandante del 63.º Ejército del Frente de Briansk (más tarde renombrado sucesivamente como Frentes Central y Bielorruso) y dirigió hábilmente al ejército durante la batalla de Kursk.
En febrero de 1944, fue ascendido a jefe de Estado Mayor del Segundo Frente Bielorruso, en abril fue nuevamente enviado a una unidad de combate, como comandante del 69.º Ejército del Primer Frente Bielorruso, con el que permaneció hasta el final de la guerra. En la operación ofensiva estratégica de Bielorrusia, tuvo un destacado papel al atravesar las defensas enemigas al sur de Kóvel, cruzar los ríos Bug Occidental y Vístula y mantener una cabeza de puente en la orilla occidental del Vístula. Por su valor en combate y el éxito al romper las defensas alemanas fue galardonado con el título de Héroe de la Unión Soviética, la Orden de Lenin y la medalla Estrella de Oro N.º 5858, el 6 de abril de 1945. Posteriormente las tropas del 69.º Ejército participaron en la ofensiva del Vístula-Óder y en la batalla de Berlín.

### Posguerra
Después de la guerra, en julio de 1945, fue nombrado comandante del Distrito Militar de Bakú, cargo que ocupó únicamente hasta octubre cuando fue relevado «debido a la falta de coordinación con las autoridades locales», aunque poco después fue nombrado comandante del 40.º Ejército del Distrito Militar de Odesa. En mayo de 1946, fue asignado al puesto de subcomandante del Distrito Militar del Lejano Oriente, y en agosto del mismo año asumió el mando del 1.er Ejército Bandera Roja del Distrito Militar de Transbaikalia (en octubre de 1947 el ejército fue renombrado como 1.er Ejército Independiente Bandera Roja).
Después de graduarse en julio de 1951 en los cursos superiores de la Academia Militar del Estado Mayor de las Fuerzas Armadas de la URSS fue nombrado comandante del 6.º Ejército del Distrito Militar del Norte, en mayo de 1954, fue nombrado comandante de las tropas del distrito. Desde enero de 1956 sirvió en el aparato central del Ministerio de Defensa como jefe de un departamento en la Dirección Principal de Entrenamiento de Combate de las Fuerzas Terrestres, y en agosto de 1956 encabezó esa misma Dirección Principal.
Murió el 17 de marzo de 1961, mientras estaba de servicio, en un accidente aéreo mientras volaba en un helicóptero Mil Mi-4 y fue enterrado en el cementerio Novodévichi de la capital moscovita.

## Promociones
- Kombrig (26 de noviembre de 1935)
- Komdiv (8 de marzo de 1938)
- Mayor general (4 de junio de 1940)
- Teniente general (14 de febrero de1943)
- Coronel general (2 de noviembre de 1944)
- General del ejército (5 de mayo de 1961).[3]

## Condecoraciones
Unión Soviética
- Héroe de la Unión Soviética (N.º 5858. 6 de abril de 1945)
- Orden de Lenin, tres veces (3 de enero de 1937,[4] 21 de febrero de 1945[4] y 6 de abril de 1945[4])
- Orden de la Bandera Roja, tres veces (21 de junio de 1937,[4] 3 de noviembre de 1944[5] y 20 de junio de 1949[5])
- Orden de Suvórov de 1.er grado, tres veces (21 de septiembre de 1943,[4] 23 de agosto de 1944[4] y 29 de mayo de 1945)
- Orden de Kutúzov de 1.er grado, dos veces (9 de abril de 1943 y 27 de agosto de 1943).[4]
- Orden de la Estrella Roja (16 de junio de 1936).[4]
- Medalla del 20.º Aniversario del Ejército Rojo de Obreros y Campesinos
- Medalla por la Defensa de Stalingrado
- Medalla por la Victoria sobre Alemania en la Gran Guerra Patria 1941-1945
- Medalla por la Conquista de Berlín
- Medalla por la Liberación de Varsovia
- Medalla del 30.º Aniversario de las Fuerzas Armadas de la URSS
- Medalla del 40.º Aniversario de las Fuerzas Armadas de la URSS

Otros países
- Cruz de Caballero de la Orden Virtuti Militari (Polonia)
- Orden de la Cruz de Grunwald de 1.er grado (Polonia)
- Medalla por el Oder, Neisse y el Báltico (Polonia)
- Medalla por Varsovia 1939-1945 (Polonia)
- Medalla de la Amistad Chino-Soviética (República Popular China)